# Torpa, Varbergs kommun
För andra betydelser, se Torpa.
Torpa är kyrkbyn i Torpa socken i Varbergs kommun. 
Torpa är beläget cirka 10 km norr om centralorten Varberg, vid en tidigare sträckning av Riksväg 41 Varberg-Borås. Orten ligger öster om Europaväg E6, cirka 2 km från avfart 55. Vägförbindelse finns även med Kärradal vid Västkustvägen (tidigare E6).
Torpa ligger i ett  höjdområde med utsikt över dalen norr om Tofta, där Viskadalsbanan och den nya sträckningen av Riksväg 41 går fram.
Torpa kyrka, med murar bevarade från medeltiden, ligger i orten.

## Administrativ historik
Torpa klassades av SCB 1990 som en småort, mellan 1995 och 2015 som två småorter benämnda Torpa och Torpa (norra delen). 2015 klassades området som en tätort med 229 invånare på 82 hektar. Tätorten upphörde 2018 då det uppstått ett avstånd mellan några ingående hus som gör området inte uppfyller kraven på en tätort, och den blev återigen avgränsad som två småorter, för att 2023 åter avgränsas som en sammanväxt tätort.